# Gau-Algesheim
Pour l’article homonyme, voir Gau-Algesheim (Verbandsgemeinde).
Gau-Algesheim est une ville et chef-lieu de la Verbandsgemeinde Gau-Algesheim, dans l'arrondissement de Mayence-Bingen, en Rhénanie-Palatinat, dans l'ouest de l'Allemagne.

## Histoire
Les deux cérémonies municipales de droit, le 23 août, 1332 à Nuremberg, à la demande de l'électeur de Mayence Baudouin de Luxembourg par l'empereur Louis de Bavière et le 11 février 1355 Pise par le roi Charles IV en faveur de l'archevêque de Mayence Gerlach de Nassau, sont principalement motivées politiquement et militairement.

## Personnages célèbres
- Rudolf Eickemeyer, né à Mayence le 11 mars 1753 et mort à Gau-Algesheim le 9 septembre 1825, général de la Révolution, mathématicien et ingénieur allemand.
- Peter Bischof, né vers 1430 dans Gau-Algesheim et mort après 1480, architecte et sculpteur à Neuhausen et Strasbourg
- Christian Erbach, né 1568-1573 à Gau-Algesheim, enterré 14 juin 1635 à Augsbourg, organiste et compositeur allemand
- Jean-Jacques Hauer, peintre à l'époque de la Révolution française, napoléonienne et la restauration (portrait de Charlotte Corday, la veille de son exécution)

## Jumelages
- Saulieu (France)
- Caprino Veronese (Italie)
- Redford Township (États-Unis)
- Neudietendorf (Allemagne)
- Erfurt (Allemagne)

## Illustrations

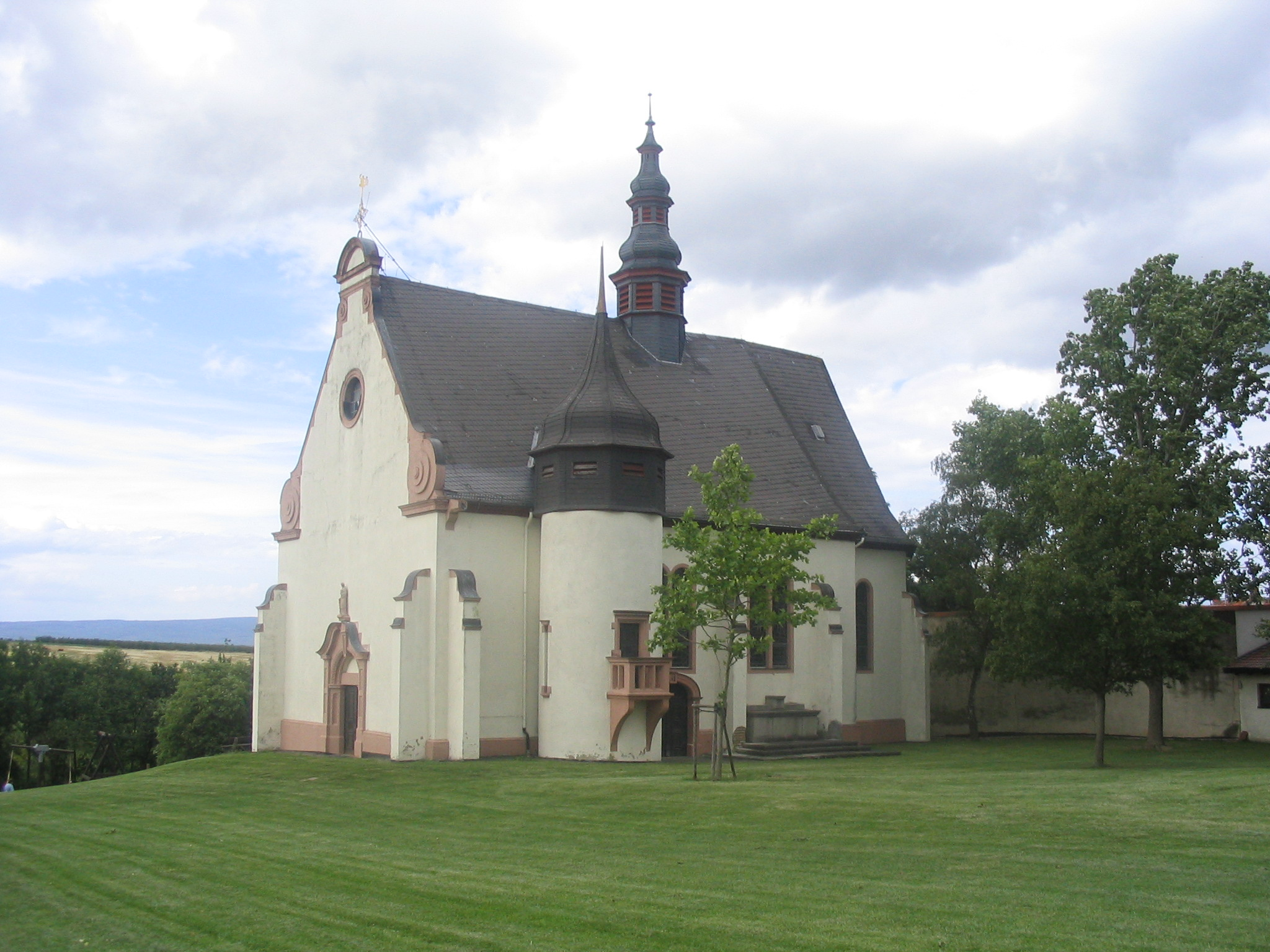
Chapelle Laurenziberg de Gau-Algesheim